# 花輪郵便局
花輪郵便局（はなわゆうびんきょく）は秋田県鹿角市花輪にある郵便局である。民営化前の分類では集配普通郵便局であった。

## 概要
住所：〒018-5299 秋田県鹿角市花輪堰向49

## 沿革
- 1874年（明治7年）4月1日 - 花輪郵便取扱所として開設[1]。
- 1875年（明治8年）1月1日 - 花輪郵便局（五等）となる。
- 1877年（明治10年） - 花輪村ノ内花輪郵便局に改称。
- 1879年（明治12年） - 為替取扱を開始。
- 1880年（明治13年）5月5日 - 貯金取扱を開始。
- 1886年（明治19年）4月26日 - 花輪郵便局に改称。
- 1892年（明治25年）12月1日 - 花輪郵便電信局となる[2]。
- 1894年（明治27年）7月16日 - 電信為替取扱を開始[3]。
- 1896年（明治29年）3月11日 - 欧文電報および欧字又はアラビア数字入り和文電報の取扱を開始[4]。
- 1903年（明治36年）4月1日 - 通信官署官制の施行に伴い花輪郵便局となる。
- 1915年（大正4年）8月11日 - 特設電話加入申込の受理を開始[5]。
- 1916年（大正5年）1月21日 - 電話交換業務および電話加入者の託送電報取扱を開始[6]。
- 1956年（昭和31年）11月1日 - 電報受付および電話通話事務を除く電気通信業務の取扱を花輪電報電話局に移管[7]。同月、局舎新築落成。
- 1957年（昭和32年）12月1日 - 特定郵便局から普通郵便局に局種別改定[8]。
- 1979年（昭和54年）12月10日 - 鹿角市花輪下花輪から同市花輪堰向へ、局舎を新築移転。
- 1999年（平成11年）7月1日 - 外国通貨の両替および旅行小切手の売買に関する業務取扱を開始。
- 2005年（平成17年）11月1日-7日 - 第128回秋田県種苗交換会開催に伴い、鹿角地域広域交流センター内に臨時出張所を開設。
- 2006年（平成18年）3月31日 - この日をもって、外国通貨の両替および旅行小切手の売買に関する業務取扱を終了。
- 2007年（平成19年）10月1日 - 民営化に伴い、併設された郵便事業花輪支店に一部業務を移管。
- 2012年（平成24年）10月1日 - 日本郵便株式会社の発足に伴い、郵便事業花輪支店を花輪郵便局に統合。

## 取扱内容
- 郵便、印紙、ゆうパック、チルドゆうパック、内容証明、国際郵便
- 貯金、為替、振替、振込、国際送金、国債、投資信託、確定拠出年金、財形定額貯金
- 生命保険、バイク自賠責保険、自動車保険、がん保険、引受条件緩和型医療保険、変額年金保険
- ゆうちょ銀行ATM
- 鹿角市内の一部地域の集配業務
- ゆうゆう窓口

## 周辺
- 鹿角市役所花輪支所
- かづの厚生病院
- 道の駅かづの
- 米代川

## アクセス
- JR花輪線 鹿角花輪駅から徒歩約4分
- 秋北バス 郵便局前停留所下車
- 東北自動車道 鹿角八幡平ICから北へ約3.5km
- 国道282号沿い
- 駐車場あり：8台